# 리더텔레그램
《리더텔레그램》(Leader-Telegram)은 미국 위스콘신주 오클레어에서 발행되는 일간 신문으로, 애덤스 퍼블리싱 그룹이 소유하고 있다. 1881년에 창간되었으며, 오클레어군 전역과 주변 카운티 등지에서 배포되고 있다.
애덤스 퍼블리싱 그룹은 1887년부터 《리더텔레그램》을 소유해 온 그라스캠프 가문과 앳킨슨 가문으로부터 신문사를 인수했다. 2013년 기준으로 《리더텔레그램》의 평일 일일 발행부수는 약 3만 부, 일요일 발행부수는 약 4만 부이다.
노동절이 있는 주말에 오클레어에서 열리는 달리기 대회인 벅샷 런의 이름은 《리더텔레그램》의 스포츠기자인 론 버클리의 이름에서 따왔다.